# Nenije
 Ovo je glavno značenje pojma Nenije. Za druga značenja pogledajte Nenije Britanski, britanski kraljević.
Nenije (lat. Nennius; 9. stoljeće) je bio velški katolički redovnik i povjesničar. Povijesnoj je znanosti poznat kao osoba kojoj se dugo vremena pripisivalo da je napisao povijesno djelo Historia Brittonum izgrađenom na stvarnim i legendarnim događajima.
Ipak je i kao takav poslužio za izvor o povijesti Walesa i Engleske, jer nije bilo dovoljno drugih izvora.
Autorstvo mu se pripisivalo jer je predgovor napisan u njegovo ime u određenim rukopisima. Novija istraživanja (Dumville, 1985.) odbacuju Nenijev predgovor kao krivotvorinu iz kasnijih razdoblja te navodi argumente u pravcu toga da je ovo djelo kompilacija nepoznatih autora. (Vidi autorstvo i datiranje Historie Brittonum). Konkretno, smatra se da je taj navodni Nenijev predgovor dodatak iz 10. stoljeća.
O Neniju se malo toga zna. Zna se da je bio učenikom Elvodugusa za kojeg se smatra da je bio velški biskup Elfodd koji je uvjerio britanske crkvenjaka prihvatiti kontinentalno računanje Uskrsa, a koji je umro 809. godine prema Annales Cambriae.
Vjeruje se da je živio u području današnjih okruga Brecknockshirea i Radnorshirea u Powysu, Wales. Živio je u ruralnom društvu, izvan anglosaskih kraljevstava, izoliran planinama. Zbog manjka dokaza u svezi s njegovim životom i sam je postao legendom. Velške predaje govore da su Nenije, Elbodug i drugi pobjegli od pokolja koje je Ethelfrida počinila nad velškim redovnicima. Spasili su se pobjegavši u Škotsku.

## Ostali srodni povjesničari
- Gildas
- Beda Časni
- Vilim Malmesburyjski
- Gotfrid Gaimar

## Vanjske poveznice
- Nenijevi radovi na Projektu Gutenbergu
- Historia Brittonum na Projektu Avalonu.
- Nennius and Historia Brittonum komentar iz The Cambridge History of English and American Literature, sv., 1907–21.
- The Wonders of Britain  Arhivirana inačica izvorne stranice od 4. studenoga 2020. (Wayback Machine): Odjeljak de mirabilibus britanniae iz Historia Brittonum, sadrži detalje